# ارکیده ریشوی سرخ
ارکیده ریشوی سرخ (نام علمی: Calochilus paludosus) نام یک گونه از سرده ارکیده‌های ریشو است.